# Rafael Bordalo Pinheiro
Raphael Augusto Prostes Bordallo Pinheiro (Lisboa, 21 de marzo de 1846-Lisboa, 23 de enero de 1905) fue un artista portugués, precursor del cartel artístico en Portugal, diseñador, acuarelista, ilustrador, decorador, caricaturista político y social, periodista, ceramista y docente. Su nombre está muy ligado a la caricatura portuguesa, a la que le dio un gran impulso, dotándola de un estilo único. Es el autor de la representación popular del Zé Povinho, que se convirtió en símbolo del pueblo portugués.
El Museo Raphael Bordallo Pinheiro, en Lisboa, reúne una parte significativa de su obra.

## Biografía
Nacido como Rafael Augusto Prostes Bordalo Pinheiro, era hijo de Manuel Maria Bordallo Pinheiro (1815-1880) y Maria Augusta do Ó Carvalho Prostes, una familia de artistas donde pronto adquirió el gusto por las artes. Era hermano de los artistas Maria Augusta Bordalo Pinheiro y Columbano Bordalo Pinheiro.
En 1860 se matriculó en el Conservatorio y posteriormente en la Academia de Bellas Artes. En 1875 creó la figura del Zé Povinho, publicada en A Lanterna Mágica (1875). Ese mismo año partió hacia Brasil donde colaboró en algunos periódicos y envió su colaboración a Lisboa, regresando a Portugal en 1879, habiendo lanzado O António Maria (1879-1885; 1891-1898). Experimentó trabajando con arcilla y en 1885 comenzó la producción de cerámica artística en la Fábrica de Loza en Caldas da Rainha. 
Murió el 23 de enero de 1905 en Lisboa, en la Casa do Ferreira das Tabuletas n.º 32 en la Rua da Abegoaria (ahora Largo Rafael Bordalo Pinheiro). A su funeral católico acudieron decenas de personas, entre ellas destacados políticos. Destacó la intervención del médico António José de Almeida. Según José-Augusto França, ese había sido hasta la fecha el mayor reconocimiento público otorgado a un artista plástico en Portugal.
En 1921 se celebró una conferencia en honor a Rafael Bordalo Pinheiro, a su padre Manuel Maria Bordalo Pinheiro y a su hijo Manuel Gustavo Bordalo Pinheiro, que resultó en la obra Os Três Bordalos.

## El diseñador

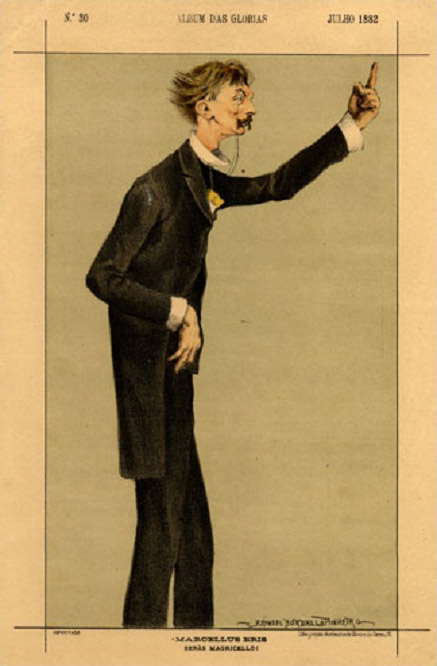
Caricatura de Lopes Trovão.

Desarrolló la secuencia narrativa figurativa, precursora del cómic, y en 1872 editó el álbum Apontamentos de Raphael Bordallo Pinheiro sobre a Picaresca Viagem do Imperador de Rasilb pela Europa, que trata de las aventuras del soberano de Rasilb (anagrama de Brasil), visitando Europa. En 1881 publicó No lazareto de Lisboa y firmó la portada de A Mosca: monólogo en verso  de Fernando Caldeira. En 1884 ilustró Italia: memorabilia  de Luís Jardim, y el diario Lisboa guardería: periódico en miniatura y en 1885 En el otro lado de Alfredo de Morais Pinto (Pan -Tarântula) y A lusa bambochata de João Pereira da Costa Lima.

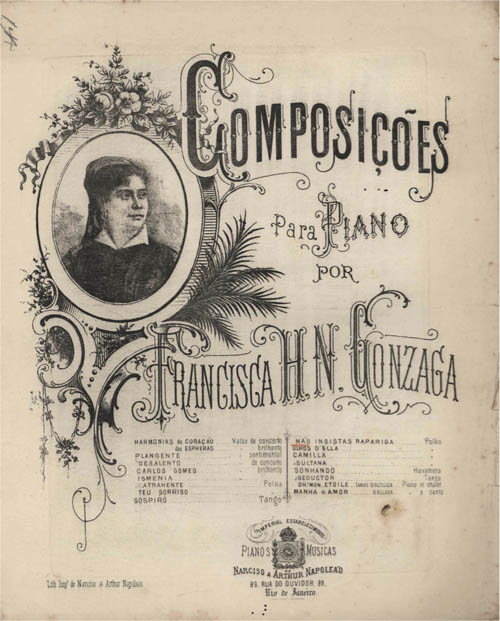
Portada de la partitura de la compositora y pianista Chiquinha Gonzaga, con ilustración de Rafael Bordalo Pinheiro en 1877.

## Ceramista

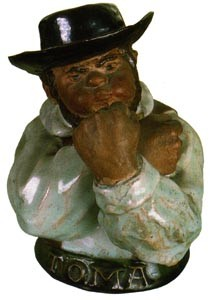
Imagen de arcilla de Zé Povinho.

En 1884 aceptó el puesto de director artístico de la Fábrica de Loza de Caldas da Rainha, donde impulsó el segundo momento de renovación de la cerámica caldense.
Con motivo del 135 aniversario de la fábrica de loza Bordallo Pinheiro, el artista Vhils fue invitado a crear un plato de cerámica conmemorativo.

## Periodista

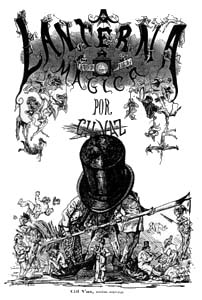
Portada del primer diario crítico diario: " La Linterna Mágica ".

En 1870 publicó "O Calcanhar de Aquiles", "A Berlinda" y O Binóculo, este último, un semanario de caricaturas sobre espectáculos y literatura, probablemente el primer periódico en Portugal que se vendía en el interior los teatros; seguido de "MJ o la historia tétrica de una compañía lírica" en 1873. Sin embargo, fue "A Lanterna Mágica", en 1875, la que inauguró el período de actividad regular de este periodista sui generis. En 1876, se publicó Álbum de caricaturas: frases y anexos de la lengua portuguesa  con la participación de Júlio César Machado. Seducido por Brasil, también allí (de 1875 a 1879) animó "O Mosquito", "Psit !!!" (1877) y "O Besouro", habiendo tenido tal impacto que, en una obra reciente titulada "Brasileños caricaturistas”, Pedro Corrêa do Lago le dedica varias páginas, destacando su papel.
O António Maria en sus dos series (1879-1885 y 1891-1898), que abarcan quince años de actividad periodística, es su publicación de referencia. Fruto todavía de su intensa labor, Ponto nos ii se publicaron entre 1885-1891 y A Paródia, su último periódico, apareció en 1900. También dirigió el Jornal da Infância (1883) y colaboró con el semanario Jornal do Domingo (1881-888).